# چوبخله (رود)
جوبخله نام یکی از رودخانه‌های استان فارس می‌باشد.

## جغرافیا
این رودخانه از کوه‌های از سرشاخه‌های رود کر است . از کوه چال کلاغ سرچشمه می‌گیرد، این رود پس از طی مسیر کوهستانی پر پیچ و خم از شهرستان سپیدان خارج می‌شود.